# Tagasta brachyptera
Tagasta brachyptera är en insektsart som beskrevs av Liang. Tagasta brachyptera ingår i släktet Tagasta och familjen Pyrgomorphidae. Inga underarter finns listade i Catalogue of Life.